# NSM (ミサイル)
NSM（ノルウェー語: Nytt sjømålsmissil、英語: Naval Strike Missile ）とは、ノルウェーのコングスベルグ・ディフェンス&エアロスペース社が開発した対艦ミサイル。

## 来歴
NSMはNFT社（現在のコングスベルグ社）によって、1988年より開発が着手された。これは2基の外装型ブースターと複合材、新しい電子計算機を導入しており、当初はペンギンの新世代機としてペンギンMk.4となるものと考えられていた。
1991年にはコンセプト開発契約が締結されており、作業は1992年より着手された。1994年秋には開発計画がノルウェー議会に認可され、1997年には実物より小さなモックアップが製作された。また2000年からは、ノルウェー空軍のNF-5戦闘機を用いてASM型の試験が開始され、同年には実射試験も開始された。
最初の量産契約は2007年6月に締結され、ノルウェー海軍では2012年より就役した。

## 設計
ミサイルの誘導方式としては、中途航程では慣性航法（INS）およびGPSによる誘導を基本とするが、陸上での匍匐飛行や沿岸の錯雑した地形での運用も想定して、地形照合（TERCOM）にも対応する。また200個の経由点を登録することで、高度な航法を行うことができる。
その後の終末航程では、IRCCM性（赤外線妨害技術への抗堪性）に優れた、2波長式の赤外線画像（IIR）誘導が用いられる。邀撃される公算を低減するため、複合材料の使用などステルス性を配慮した設計が行われており、また敵の対空砲火を避けるために乱数機動が行われる。なおペンギンが旋回するためにヨー操作を行ったのに対し、NSMはバンク角を取っての飛行が基本である。
発射用のブースターとしては固体ロケット・モーターが、巡航用のサステナーとしてはチュルボメカ社製TRI-40ターボジェットエンジンが用いられる。ミサイル発射後、固体ロケット・ブースターは投棄される。
弾頭には、TDWが開発した近代的な軽量設計に沿ったチタン合金弾頭ケージングと非感受性の高性能爆薬LLを組み合わせた徹甲爆風/断片化弾頭を備えている。弾頭の作動は、プログラム可能で空洞感知（void-sensing）機能を備えた知能化多機能信管によって制御され、ハードターゲットに対して効果を最適化するように設計されている。
発射筒のキャニスターは、4×0.81×0.8m大であり、ミサイルを収容した際の重量は710kgである。ミサイルは3年間は検査なしで艦上配置可能であり、また5～10年おきにオーバーホールを行うことで30年間は就役できる。艦対艦型のほかにも様々な発射プラットフォーム用のバリエーションも開発されており、ポーランド海軍では車載化して地対艦ミサイルとして運用されている。また本機から派生したJSMは、F-35の爆弾倉に搭載できる唯一の巡航ミサイルとして、同機の採用国への輸出が期待されている。

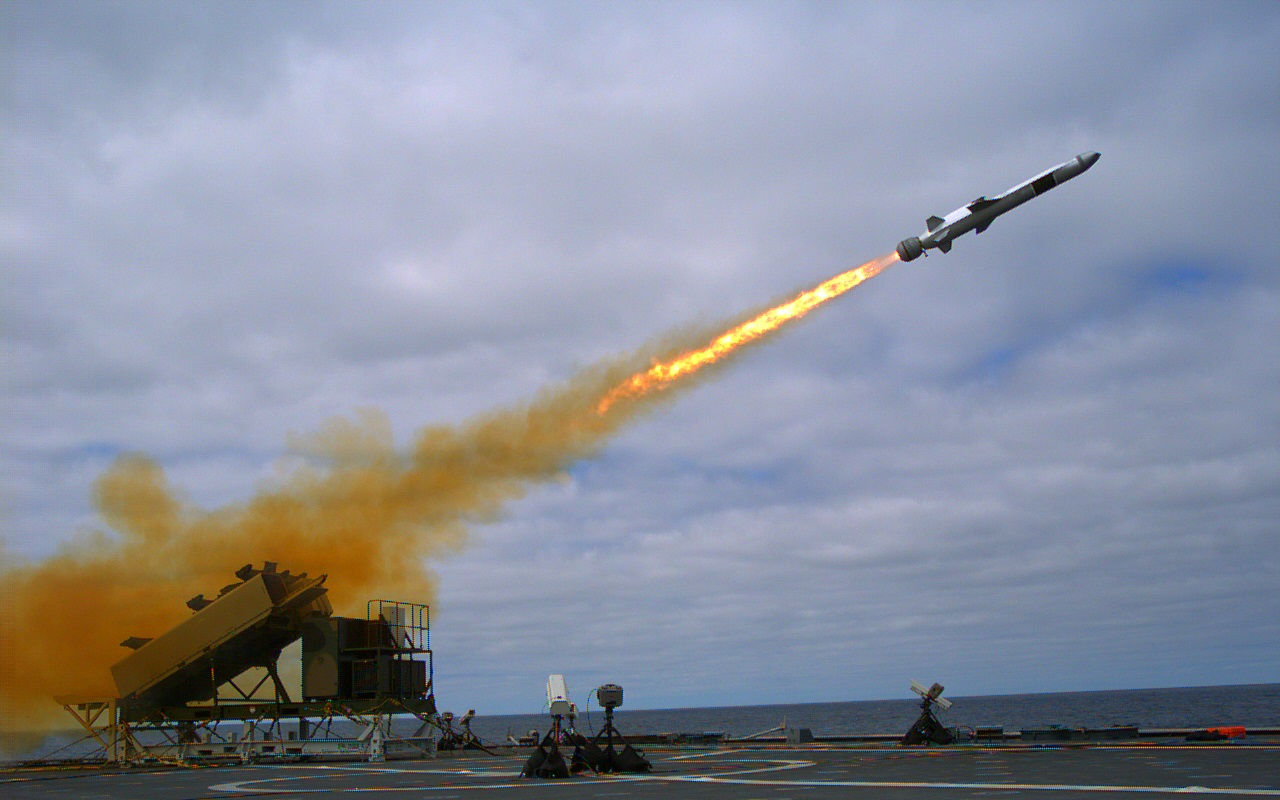
LCS-4コロラドから発射されたNSM
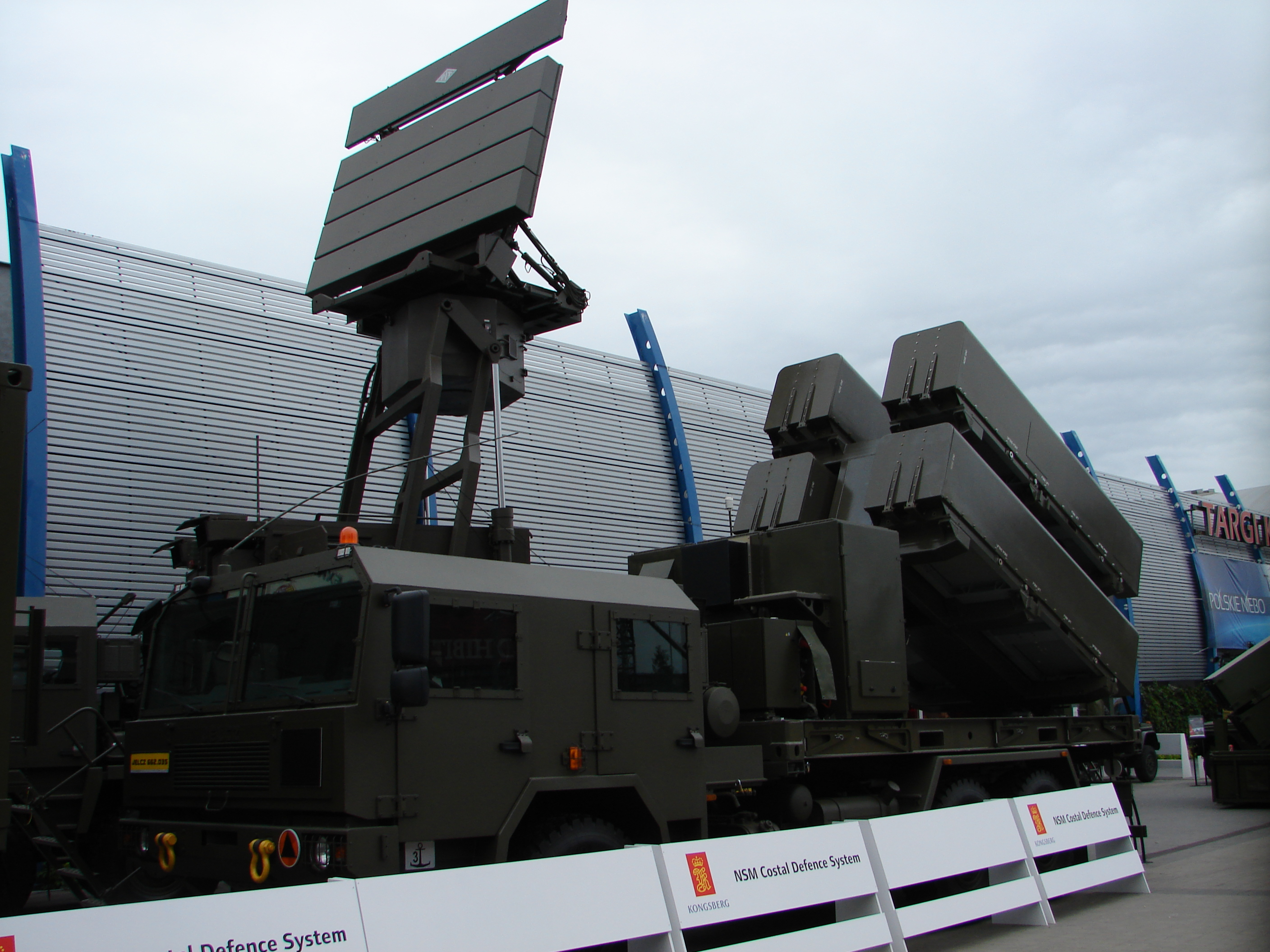
ポーランド海軍のNSM沿岸防衛システム発射機、およびTRS-15M オドラ3次元レーダー

## 配備
2008年12月、ポーランド海軍はNSMを選定し、2008年と2011年からの協定の下、対地型ベースのミサイルを総計で50基（試験用2基を含む）発注した。これは2013年から2016年の配備が予定されていた。
最終行程は2011年6月、カリフォルニア州のポイント・マグー海軍航空基地で行われた試験により完了した。2011年4月12日、ノルウェー国防省は開発の第二段階を発表した。
2012年10月10日水曜日、ノルウェー海軍はNSM対艦ミサイルを初めて射撃し、記録に残した。使用艦艇はショル級ミサイル艇「HNoMS Glimt」である。
2013年6月5日水曜日、ノルウェー海軍は実弾頭で標的艦を攻撃する試験を初めて行った。退役したオスロ級フリゲート「HNoMS Trondheim」に命中し、この兵器は企図したように機能を果たした。
2013年6月、ポーランドは12基のNSM、23両のイェルチ社製シャーシの車輌により、沿岸ミサイル師団の最初の配備を完了した（発射機6両、TRS-15Cレーダー2両、射撃統制車6両、指揮車3両を含む）。最終的に、沿岸ミサイル師団にはミサイル48基と発射機6両が配備される予定である。近い将来、ポーランドは第二のミサイル師団を編成するだろうことが推測されている。
2014年7月後半、アメリカ海軍はNSMをインディペンデンス級沿海域戦闘艦「コロナド」に搭載しテストを実施した。このクラスのタイプの艦船にミサイルのための要件はないが、沿海域戦闘艦の対艦攻撃としての役割を拡大することができるかどうかを確認するために、このテストは実施された。テストは、2014年9月24日に実施され正常に終了した。
RIMPAC 2014の間、フリチョフ・ナンセン級フリゲートは標的艦に対し試射を行い、成功した。ミサイルの衝撃と爆発は設計通りであった。
2015年に開催されたランカウイ海事航空展覧会において、マレーシアはナーヴァルストライクミサイルはマレーシア海軍の第2世代巡視船の対艦ミサイルの要件を満たすために契約を獲得したと発表した。

### 運用国

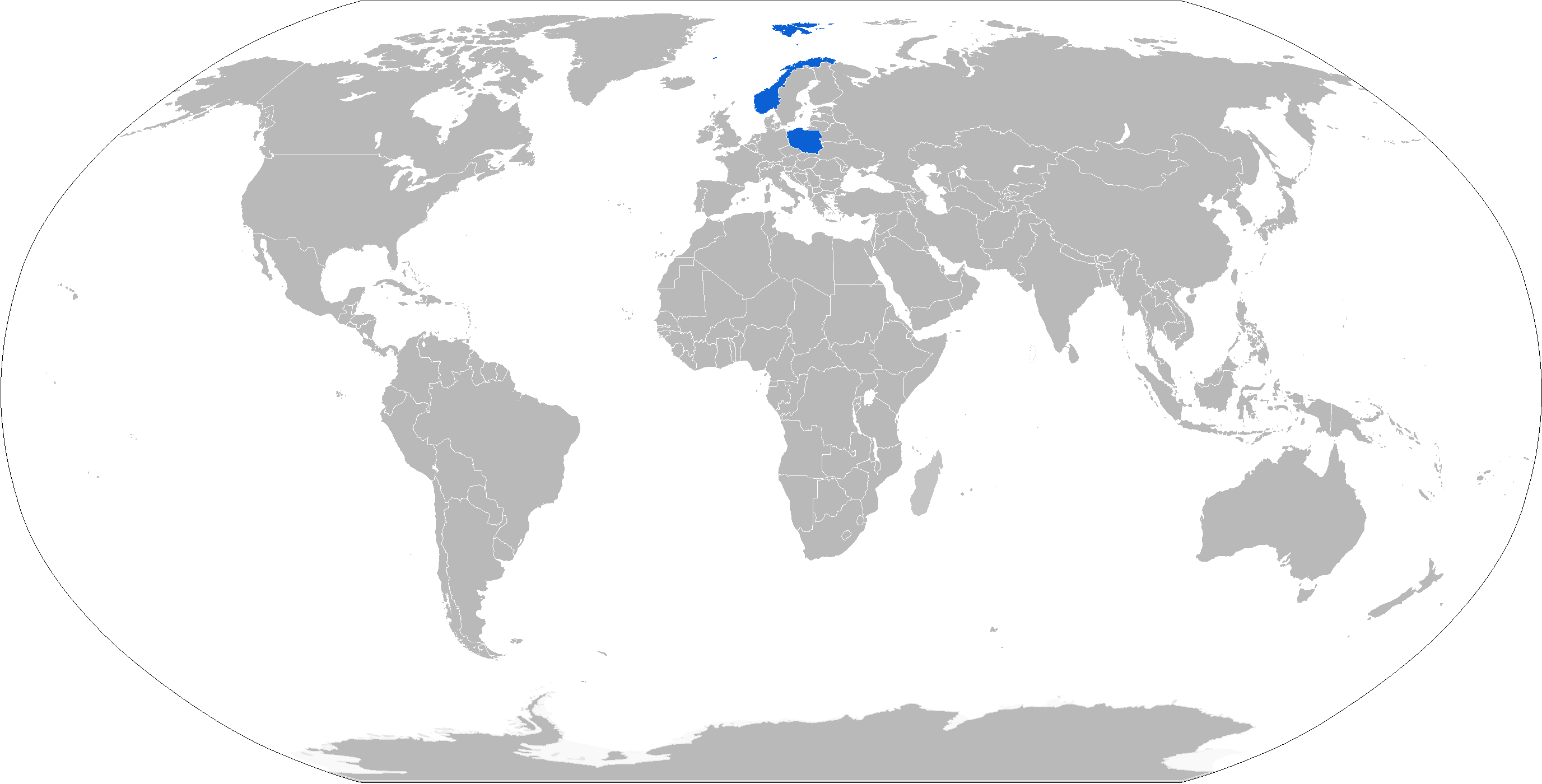

#### 現在の運用国
ノルウェー
- ノルウェー海軍
  - シェル級ミサイル艇
  - フリチョフ・ナンセン級フリゲート

 ポーランド
- 沿岸ミサイル師団

 アメリカ合衆国
- アメリカ海兵隊

アメリカ海兵隊は海兵沿岸連隊の編成に伴い地対艦ミサイル部隊の創設に着手、その時に必要になる地対艦ミサイルとしてNSMが採用された。地対艦ミサイル車両はNMESISと呼ばれ、L-ATVを無人化し、車体の後部に2連装NSM発射機を載せた物である。本車両を含む海兵沿岸連隊は2023年度中にハワイで就役する予定である。

#### 将来の運用国
マレーシア
- マレーシア海軍
  - 第二世代哨戒艦

 アメリカ合衆国
- アメリカ海軍

アメリカ海軍のLCS・次期ミサイルフリゲート向けの次世代OTH（水平線越え）対艦ミサイル選定においてLRASMおよびハープーン・ブロックIIプラスERと競合していたが、2017年5月2日にボーイングが離脱し、同月23日にはロッキード・マーティンがミサイルの要求が低く、LRASMの利点が活かされないとの理由から離脱したことでNSMが残った。同年6月23日にコングスベルグと連携したレイセオンはNSMを要求に応じて提案した。
2018年5月31日、アメリカ海軍は水平線越え対艦ミサイルにノルウェーのコングスベルク社とアメリカのレイセオン社共同提案のNSMを選定したことを発表。レイセオンには4億8,400万ドルの契約が授与された。この契約により12ダース程度のミサイルを購入予定。すべての契約オプションが行使された場合、価格は8億4,760万ドルに増加する可能性があるという。
- コンステレーション級ミサイルフリゲート

 ドイツ
- ドイツ海軍

2017年2月に、ノルウェー政府は、ドイツ海軍が100億ノルウェークローネ以上と評価されるNSMを"相当量"取得すると発表した。
- バーデン・ヴュルテンベルク級フリゲート
- ニーダーザクセン級フリゲート

 オーストラリア
- オーストラリア海軍
  - アンザック級フリゲート
  - ホバート級駆逐艦
  - ハンター級フリゲート

 カナダ
- カナダ海軍
  - リバー級駆逐艦（英語版）

 デンマーク
- デンマーク海軍

2025年3月に、ウクライナに供与されたハープーン対艦ミサイルの代替として、21億ノルウェー・クローネ（1億9,330万米ドル）で訓練や後方支援を含む調達契約が発表された。
- イーヴァル・ヒュイトフェルト級フリゲート

 オランダ
- オランダ海軍
  - デ・ゼーヴェン・プロヴィンシェン級フリゲート

 ルーマニア
- ルーマニア海軍[23]

 スペイン
- スペイン海軍
  - アルバロ・デ・バサン級フリゲート
  - ボニファス級フリゲート

 イギリス
- イギリス海軍
  - 23型フリゲート
  - 45型駆逐艦

### 検討国
ウクライナ
 インド
 インドネシア